# Suzanne et ses brigands
Ne doit pas être confondu avec Suzanne et les Brigands.
Pour plus de détails, voir Fiche technique et Distribution.
Suzanne et ses brigands est un film français réalisé par Yves Ciampi, sorti en 1949.

## Synopsis
Jeune avocate, Suzanne Seguin assiste son mari, inspecteur, dans ses différentes enquêtes. Mais celui-ci n'apprécie guère les méthodes employées par sa femme.

## Fiche technique
- Réalisation : Yves Ciampi
- Scénario : Pierre Véry
- Photographie : Marcel Grignon
- Montage : Jean Feyte
- Son : René Louge
- Décors : Lucien Carré assisté par Olivier Girard
- Sociétés de production :  Ciné Reportages Hervé Missir et Cie	- Films Olympia
- Pays d'origine :  France
- Format : Son mono - Noir et blanc
- Genre :  Comédie
- Durée : 76 minutes
- Date de sortie 
  - France : 15 juin 1949

## Distribution
- René Dary : René Seguin
- Suzanne Flon : Suzanne Seguin
- Pierre Destailles : l'aubergiste
- Antoine Balpêtré : Bevardel
- Marie Leduc : Mme Bavarde
- Louis Arbessier : docteur Vinson
- Jacques Sommet : Jean Lucas
- Catherine Damet : Jeanne
- Charles Vissières : Beauregard
- Jean-François Laley : Mario
- Spinelly : Lydie
- Robert Dinel : Hubert
- Grégoire Gromoff : Christian
- Claude Castaing
- Paul Clérouc
- Lucien Frégis
- Jean-Jacques Lecot
- Titys
- Raymond Pélissier